# Tranendal
Tranendal is een gehucht in de gemeente Oldambt in de provincie Groningen.
Het gehucht vormt een lintbebouwing aan de lange rechte Tranendallaan. Deze begint bij de spoorwegovergang tussen Heiligerlee en Westerlee en loopt door tot aan de voormalige gemeentegrens tussen Scheemda en Winschoten. De bebouwing bestaat grotendeels uit voormalige arbeiderswoningen. 
De naam Tranendal zou een verwijzing zijn naar de slag bij Heiligerlee. Deze zou op deze plek hebben plaatsgevonden. De naam duikt echter pas rond 1900 op, wanneer de Tranendallaan wordt aangelegd en de eerste huizen worden gebouwd.
Bij het gehucht ligt een zoutwinningslocatie van AkzoNobel.
Tranendal kreeg in 2004–2005 enige bekendheid toen het televisieprogramma Man bijt hond van deze plaats naar het plaatsje Paradijs in Zeeland reisde om te kijken wat de mensen onderweg aan het doen waren.
De buurtschap telt ongeveer dertig huizen met naar schatting tachtig inwoners.
Stad: Winschoten

Dorpen: Bad Nieuweschans · Beerta · Blauwestad · Drieborg · Eexta · Finsterwolde · Heiligerlee · Midwolda · Nieuw-Beerta · Nieuwolda · Nieuw-Scheemda · Oostwold · Scheemda · 't Waar · Westerlee

Buurtschappen (en voormalige buurtschappen): Beersterhoogen · Bellingwolderzijl · Bikkershorn · Booneschans · Bovenburen · Bovenstreek (Westerlee) · Bovenstreek (Winschoten) · De Kamp · De Dellen · Eextahaven · Egypterdijk · Ekamp · Finsterwolderhamrik · Ganzedijk · De Garsten ·  Goldhoorn · Hamdijk · Hardenberg · Hongerige Wolf · Kloostergare · Kopaf · Kostverloren · Kromme-Elleboog · Kroonpolder · Lutje Loug · Meerland · Munnekeveen · Napels · Niesoord · Nieuwe Statenzijl · Nieuwolda-Oost · Polderdwarsweg ·  (Winschoter) Oostereinde · Oostwolderhamrik · Oostwolderpolder · Oudedijk · Oudekerk · Oude Statenzijl · Oudezijl · Reiderwolderpolder · Scheemdermeer · Scheemderzwaag · Scheveklap · Sint-Vitusholt (of Achterholt) · Stadspolder · Stoksterhorn · Tranendal · Tutjeshut · Ulsda · Veenhuizen · Westeind · Winschoterhogebrug · Winschoterzijl · Zandhoogte · Zuiderveen 

Voormalige gemeenten: Reiderland · Scheemda · Winschoten

Groningen: Steden en dorpen      Nederland: Provincies · Gemeenten